# Tim Key

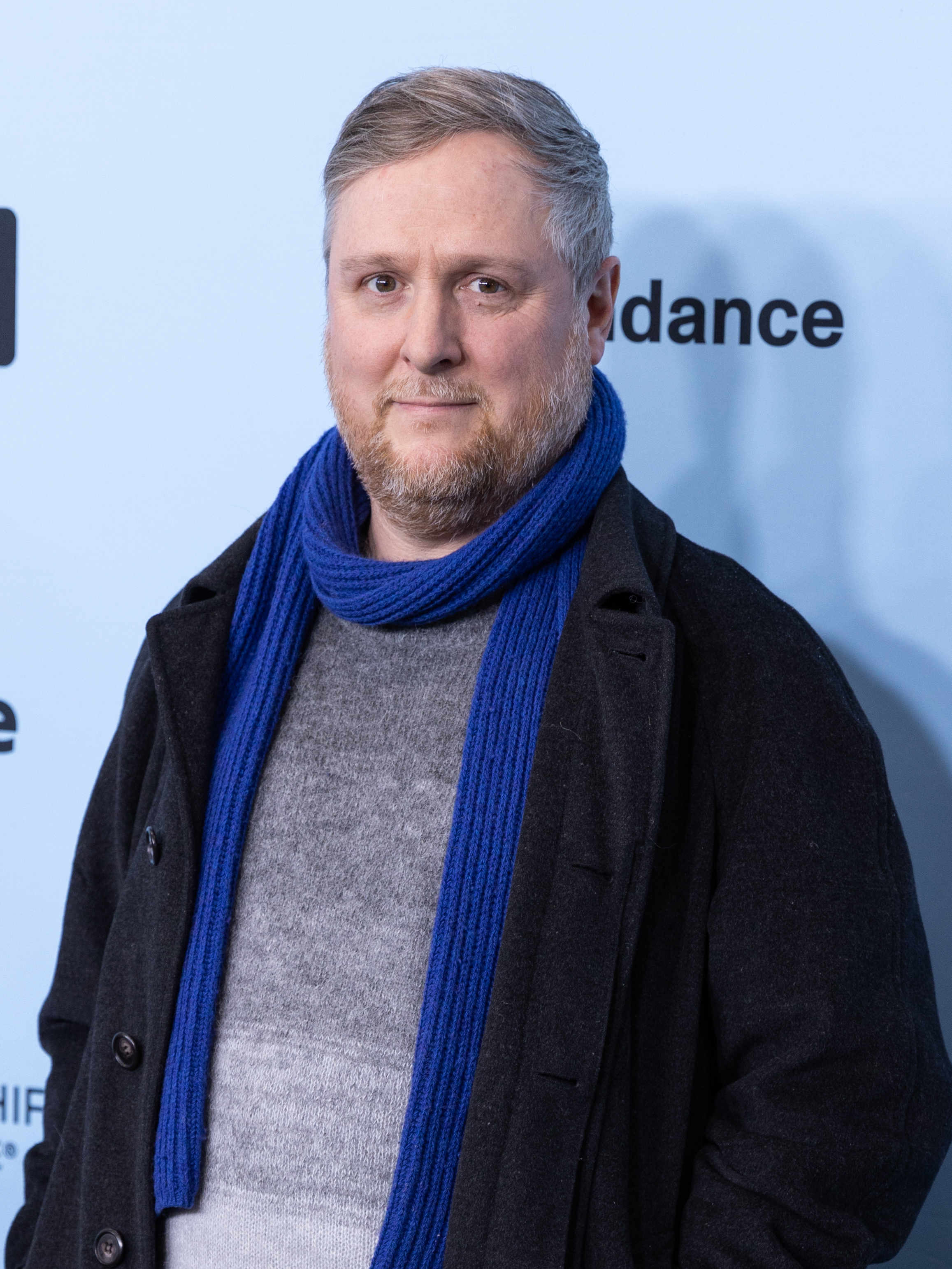
Tim Key (2025)

Timothy „Tim“ Key (* 2. September 1976 in Cambridge) ist ein britischer Komiker, Schauspieler, Dichter und Drehbuchautor. Er tritt regelmäßig in Film, Fernsehen, Radio und auf der Bühne auf.

## Leben
Key wurde in Cambridge geboren und studierte Russisch an der University of Sheffield. Obwohl er nie in Cambridge studierte, schloss er sich dem bekannten Comedy-Ensemble Cambridge Footlights an. Gemeinsam mit Tom Basden, Lloyd Woolf und Stefan Golaszewski gründete er die Sketchgruppe Cowards.

## Karriere
Seinen Durchbruch hatte Key beim Edinburgh Festival Fringe, wo er 2009 mit dem Programm The Slutcracker den Edinburgh Comedy Award gewann. Er ist regelmäßig in BBC Radio 4-Produktionen wie Tim Key’s Late Night Poetry Programme zu hören. Sein Stil verbindet absurde Kurzgedichte mit skurrilen Alltagsbeobachtungen.
Bekannt ist er auch für seine Rolle als Sidekick Simon in mehreren Produktionen rund um die Kunstfigur Alan Partridge, u. a. im Film Alpha Papa.

## Filmografie (Auswahl)
- 2007: The One and Only Herb McGwyer Plays Wallis Island (Kurzfilm)
- 2013: Alpha Papa (als Sidekick Simon)
- 2013: The Double
- 2019: Greed
- 2022: See How They Run
- 2023: Kleine schmutzige Briefe (Wicked Little Letters)
- 2025: The Ballad of Wallis Island
- 2025: Mickey 17

## Veröffentlichungen
- 2009: Instructions, Guidelines, Tutelage, Suggestions, Other Suggestions and Examples Etc
- 2011: 25 Poems, 3 Recipes and 32 Other Suggestions
- 2020: He Used Thought as a Wife
- 2022: Here We Go Round the Mulberry Bush
- 2023: Chapters